# Ambassa hochstetteri
Ambassa es un género monotípico de plantas fanerógamas de la familia Asteraceae. Su única especie, Ambassa hochstetteri, es originaria de Abisinia, cerca del Nilo.

## Descripción
Es una planta arbustiva, con las hojas alternas, ovado-lanceoladas o lanceoladas, agudamente acuminadas, reducidas en el pecíolo, y de borde serrado. Las capitulescencias presentan muchas flores, sobre pedicelos pubescentes-tomentosos en densos corimbos terminales de 2 a 10 cm de diámetro. Las brácteas de los pedicelos son pequeñas. El involucro es campanulado o linear-lanceolado, apiculado, pubescente y de color púrpura. Los aquenios presentan de 9 a 10 estrías marcadas. El vilano es doble, barbado, y de color marrón rojizo pálido.

## Taxonomía
Ambassa hochstetteri fue descrita por Steetz y publicado en Naturwissenschaftliche Reise nach Mossambique 6(Bot., 2): 364. 1864.
Sinonimia
- Cacalia hochstetteri Kuntze
- Vernonia hochstetteri Sch.Bip. ex Walp.[4]